# Horst-Dieter Solbrig
Horst-Dieter Solbrig (* 22. März 1929 in Bochum; † 16. Mai 1999 in Bernau am Chiemsee) war ein deutscher Jurist und Generalstaatsanwalt beim Oberlandesgericht Bamberg.

## Leben
Solbrig entstammte der Familie des Augenoptikermeisters Albert Solbrig und der Hausfrau Elfriede, geb. Sträter. Er war evangelisch-lutherisch. Er besuchte die Volksschule und anschließend die Bismarck-Oberschule in Bochum. 1943/1944 kam er mit seinen Eltern nach Coburg, wo er im Juli 1948 die Abiturprüfung am Ernestinum ablegte. Anschließend machte er bis 1951 eine Lehre zum Verlagskaufmann. Im Sommersemester 1951 begann Solbrig mit dem Studium der Germanistik in Würzburg, wechselte jedoch noch im selben Semester zum Studium der Rechtswissenschaften. Ebenfalls im Sommersemester 1951 wurde er Mitglied der Landsmannschaft Teutonia Würzburg. Sein 1. Staatsexamen legte er 1955 in Würzburg ab. Das Rechtsreferendariat leistete er in Coburg ab. Sein 2. Staatsexamen legte er als Bester seines Jahrgangs im Freistaat Bayern im April 1960 in München ab. Seit dem 13. Mai 1960 war Solbrig verheiratet; der Ehe entstammen zwei Kinder. Ab dem 1. Juni 1960 war Solbrig als Assessor im Bayerischen Staatsministerium der Justiz in München tätig. Danach war er als Staatsanwalt und – in bayerischer Tradition des Wechsels zwischen richterlicher und staatsanwaltlicher Tätigkeit – als Amtsgerichtsrat (Richter am Amtsgericht), Oberstaatsanwalt, Richter am Oberlandesgericht, Leitender Oberstaatsanwalt, ab 1978 als Vorsitzender Richter (Senatspräsident) am Oberlandesgericht München und schließlich ab dem 1. Juli 1982 als Präsident des Landgerichts Würzburg tätig.

## Generalstaatsanwalt
Zum 1. August 1986 wurde Solbrig durch den Bayerischen Justizminister August Lang zum Generalstaatsanwalt beim OLG Bamberg ernannt. In seine Zuständigkeit fielen damit die Staatsanwaltschaften in Bamberg, Bayreuth, Coburg und Hof im Regierungsbezirk Oberfranken sowie Aschaffenburg, Schweinfurt und Würzburg im Regierungsbezirk Unterfranken. Sein Verantwortungsbereich umfasste insgesamt rund 2,4 Millionen Einwohner. Als Generalstaatsanwalt übte er die Fach- und Dienstaufsicht über rund 120 Staatsanwälte aus. Seinerseits unterstand er der Dienstaufsicht des Bayerischen Staatsministeriums der Justiz. Zum 30. April 1992 trat er in den Ruhestand.
1989 erhielt Solbrig das Bundesverdienstkreuz 1. Klasse.
Ab seiner Pensionierung 1992 lebte Solbrig in Bernau am Chiemsee.